# Беркли (Калифорнија)
Беркли (енгл. Berkeley) град је у америчкој савезној држави Калифорнија у округу Аламида. По попису становништва из 2020. у њему је живео 124.321 становник. Налази се на источној обали Залива Сан Франциско. У близини се налазе градови Аламида, Окланд и Емеривил, а са друге стране залива је Сан Франциско.
Први бели досељеници су дошли на ово подручје крајем 18. века. У Берклију се налази најстарији универзитет у Калифорнији основан 1868. који се 1878. ујединио заједно са околним ранчевима и фармама у један самосталан град.

## Географија
Беркли се налази на надморској висини од 52 m.

## Демографија
Према попису становништва из 2010. у граду је живело 112.580 становника, што је 9.837 (9,6%) становника више него 2000. године.
|                   | 2020.            | 2010.            | 2000.            |
| Укупно            | 124 321 (100,0%) | 112 580 (100,0%) | 102 743 (100,0%) |
| Белци             | 62 450 (50,23%)  | 61 539 (54,66%)  | 56 691 (55,18%)  |
| Азијати           | 24 701 (19,87%)  | 21 690 (19,27%)  | 16 837 (16,39%)  |
| Хиспаноамериканци | 17 018 (13,69%)  | 12 209 (10,84%)  | 10 001 (9,734%)  |
| Остали            | 10 657 (8,572%)  | 5 901 (5,242%)   | 5 207 (5,068%)   |
| Афроамериканци    | 9 495 (7,637%)   | 11 241 (9,985%)  | 14 007 (13,63%)  |

## Партнерски градови
- Јена
- Асмара
- Гао
- Улан Уде
- Дмитров